# Ориенталска хлебарка
Ориенталската хлебарка (Blatta orientalis) е голям вид хлебарка.

## Описание
Мъжките хлебарки са с размери между 18 – 29 мм, а женските са между 20 – 27 мм. Цветът им е тъмнокафяв или черен. Женските хлебарки имат по-широко тяло от мъжките.
Ориенталските хлебарки са по-бавни от останалите видове. Температурата на този вид хлебарки варира между 20 и 29 º C. През деня се намират в скривалищата си, а през нощта се появяват. Ориенталските (черни) хлебарки се отстраняват по-трудно в сравнение с останалите видове хлебарки.

## Разпространение
Разпространението им започва от полуостров Крим и региона около Черно море и Каспийско море, но вече се е превърнал в космополитен вид.
Живеят на тъмни и влажни места. В повечето случаи се намират в каналите, влажните мази, веранди и други влажни за обитаване места.